# Ribeirão Claro
Ribeirão Claro est une municipalité brésilienne située dans l'État du Paraná.